# Slaget ved Edington
Slaget ved Edington i 878 var et et slag mellem en hær fra det angelsaksiske kongerige Wessex under Alfred og en norrøn hær, den Store Hedenske Hær under Gorm. Der er kun bevaret få detaljer om slaget. Man ved det stod mellem den 6. og 12. maj 878, og efter de primære kilder foregik det ved "Ethandun" eller "Ethandune", og indtil forskere identificerede det til nutidens Edington i Wiltshire var det kendt som slaget ved Ethandun.
Slaget endte med angelsaksisk sejr og førte til freden ved Wedmore, der blev sluttet samme år. Den fastsatte grænserne for Danelag.